# Starbuck, Minnesota
Starbuck är en ort i Pope County i Minnesota. Vid 2010 års folkräkning hade Starbuck 1 302 invånare.